# طب عصبي عضلي
الطب العصبي العضلي (بالإنجليزية: neuromuscular medicine)‏ هو مجال فرعي من طب الأعصاب والطب الطبيعي وإعادة التأهيل، ويشمل الأمراض التي تؤثر على جزء الجهاز العصبي العضلي مثل الأعصاب الطرفية (تلك الموجودة في الذراعين والساقين والوجه والرقبة)، وأعصاب العضلات الحركية، والتقاطع العصبي العضلي - المكان الذي تلتقي فيه الأعصاب والعضلات. كما يشمل المجال القضايا المتعلقة بالتشخيص والعلاج الطبي لهذه الحالات، بالإضافة إلى تدخلات إعادة التأهيل ذات الصلة لتحسين نوعية حياة الأفراد الذين يعانون من هذه الظروف، ويشمل ذلك الاضطرابات التي تؤثر على كل من البالغين والأطفال.
على الرغم من أن هناك الكثير من الاضطرابات الوراثية، إلا أنه ومع ذلك يمكن للأمراض أن تنتج أيضًا عن استجابة مناعية غير طبيعية، أو طفرة جينية، وأحيانًا يكون السبب غير معروف. ولأنه لا يوجد علاج لهذه الأمراض في كثير من الأحيان، فإن التركيز ينصب على توفير تحسينات في نوعية حياة المرضى عن طريق الحد من الأعراض.

## أدوات التشخيص
الأدوات التي يستخدمها الأطباء المتخصصون في مجال الطب العصبي العضلي لتشخيص الاضطرابات العصبية العضلية تشمل (خزعة الأعصاب والعضلات)، وتخطيط كهربائية العضل ودراسة توصيل العصب، والاختبارات الجزيئية والجينية.